# It's Only Rock 'n Roll
Albums de The Rolling Stones
Goats Head Soup
(1973) Made in the Shade
(1975)
Singles
1. It's Only Rock 'n Roll (But I Like It)
Sortie : 26 juillet 1974
2. Ain't Too Proud to Beg / Dance Little Sister
Sortie : 25 octobre 1974

It's Only Rock 'N Roll est le douzième album studio du groupe rock britannique The Rolling Stones, sorti en 1974 produit par Mick Jagger et Keith Richards sous le pseudonyme des Glimmer Twins.
Cet album marque notamment la fin de la collaboration du groupe avec Mick Taylor, leur second guitariste. Durant cinq années, les solos particulièrement inspirés de ce dernier auront contribué à rendre la musique du groupe plus fluide et aérienne.

## Historique
Contexte
Le travail sur cet nouvel album commence quelques semaines après la fin de la tournée européenne de 1973. Pour cela, le groupe s'installe dans les studios Musicland de Munich en Allemagne. Le choix de ce studio s'imposa puisque les membres du groupe, à l'exception de Mick Jagger ne résident plus en Angleterre et ne peuvent pas rester aussi longtemps sur le sol britannique que l'exige l'enregistrement de l'album. Pour la première fois depuis l'album Beggars Banquet, paru en 1968, le groupe ne travaille plus avec le producteur Jimmy Miller et Jagger et Richards, forts de leur expérience en studio, décident de produire l'album sous le nom de Glimmer Twins.
Enregistrement
Lorsque les Stones commencent le travail en studio, seule une poignée de chansons est écrite. Keith Richards compose trois titres alors qu'il s'échauffe pour les répétitions et Mick Jagger en a préparé deux de son côté. La moitié de la musique de l'album est enregistrée avant Noël 1973 avec Billy Preston aux claviers. Les musiciens se retrouvent après les fêtes de fin d'année pour une nouvelle période d'enregistrement de deux semaines avec cette fois-ci le pianiste Nicky Hopkins. Au bout de ces deux semaines, les musiciens ont enregistré assez de matériel pour finir l'album. Il ne reste plus qu'a faire le choix des titres qui seront pourvus de chant et une sélection de 12 à 13 titres est opérée, titres dont Mick et Keith finissent l'écriture en avril 1974. Mick enregistre ses partitions vocales, généralement seul en studio avec juste un ingénieur du son.
Parution et réception
Le 24 juillet 1974 sort le premier single qui donne son titre à l'album, It's Only Rock'n'Roll (but I like it). Le single n'entre pas dans le top 10 du Billboard Hot 100 aux États-Unis se classant seulement à la 16e place. Cependant il fait mieux dans les charts britanniques en se classant à la 10e place.
L'album sort le 18 octobre 1974 et se classe à la première place en France et aux États-Unis où il est respectivement certifié disque d'or et de platine. En Grande-Bretagne il atteint la 2e place, mettant fin à une suite d'albums studios classés à la première place et ce depuis Let It Bleed.
La pochette
Le dessin de la pochette est signé par le dessinateur belge Guy Peellaert et Chantal Montellier qui dit avoir été "petite main" sur cette illustration. Mick Jagger convia Peellaert à réaliser la pochette après avoir vu son travail pour le livre "Rock Dreams" dans lequel il représente les Stones en nazis pédophiles ou en femmes avec le visage des musiciens.

## Liste des chansons
Tous les titres sont écrits et composés par Mick Jagger et Keith Richards, sauf indication contraire.
Face 1
1. If You Can't Rock Me — 3:47
2. Ain't Too Proud to Beg (Norman Whitfield, Eddie Holland) — 3:31
3. It's Only Rock 'n Roll (But I Like It) — 5:07
4. Till the Next Goodbye — 4:37
5. Time Waits for No One — 6:38

Face 2
1. Luxury — 4:30 (5:01 sur la version remasterisée)
2. Dance Little Sister — 4:11
3. If You Really Want to Be My Friend — 6:17
4. Short and Curlies — 2:44
5. Fingerprint File — 6:33

## Personnel
The Rolling Stones
- Mick Jagger — Chant, chœurs (1–6, 9), guitare acoustique (4), guitare électrique (10)
- Keith Richards — guitare électrique, guitare slide (4), guitare solo (2, 3, 6, 10), basse (1), chœurs (1–6, 8, 9)
- Mick Taylor — guitare acoustique (4, 5) guitare électrique (1, 5, 7–9), basse (10), congas (7)
- Bill Wyman — basse (2, 4–9) synthétiseur (5, 10)
- Charlie Watts — batterie (sauf sur 3)

Musiciens supplémentaires
- Nicky Hopkins — piano (4–6, 8, 10)
- Billy Preston — piano (1, 2, 10), clavinet (2, 10), orgue (8)
- Ian Stewart — piano (3, 7, 9)
- Charlie Jolly — tabla (10)
- Ed Leach — Sonnaille (2)
- Ray Cooper — percussions (1, 2, 5, 6)
- Blue Magic — chœurs (8)

Piste de base pour It's only rock 'n roll (but I like it)
- Kenney Jones : batterie
- Willie Weeks : basse
- David Bowie : chœurs
- Ronnie Wood - Guitare 12 cordes chœurs

## Charts et certifications

### Album
Charts
| Pays        | Durée du classement | Meilleur classement | Date             |
| ----------- | ------------------- | ------------------- | ---------------- |
| Allemagne   | 3 semaines          | 12e                 | 15 novembre 1974 |
| Autriche    | 4 semaines          | 6e                  | 15 novembre 1974 |
| Canada      | 20 semaines         | 5e                  | 7 décembre 1974  |
| États-Unis  | 20 semaines         | 1er                 | 23 novembre 1974 |
| France      | 22 semaines         | 1er                 | 28 octobre 1974  |
| Italie      | -                   | 6e                  | 1974             |
| Norvège     | 15 semaines         | 3e                  | 4 novembre 1974  |
| Pays-Bas    | 6 semaines          | 5e                  | 2 novembre 1974  |
| Royaume-Uni | 9 semaines          | 2e                  | 9 novembre 1974  |

Certifications
| Pays        | Certification | Ventes      | Date              |
| ----------- | ------------- | ----------- | ----------------- |
| États-Unis  | Platine       | 1 000 000 + | 31 mai 2000       |
| France      | Or            | 100 000 +   | 1975              |
| Royaume-Uni | Or            | 100 000 +   | 1er novembre 1975 |

## Singles
| Single                                 | Chart            | Durée du classement | Position | Date              |
| -------------------------------------- | ---------------- | ------------------- | -------- | ----------------- |
| It's Only Rock 'n Roll (But I Like It) | Hot 100          | 10 semaines         | 16e      | 21 septembre 1974 |
| It's Only Rock 'n Roll (But I Like It) | UK Singles Chart | 7 semaines          | 10e      | 17 août 1974      |
| It's Only Rock 'n Roll (But I Like It) | Single Top 100   | 5 semaines          | 36e      | 17 août 1974      |
| It's Only Rock 'n Roll (But I Like It) | ARIA Charts      | 2 semaines          | 17e      | 7 octobre 1974    |
| It's Only Rock 'n Roll (But I Like It) | (W) Ultratop     | 11 semaines         | 6e       | 31 août 1974      |
| It's Only Rock 'n Roll (But I Like It) | RPM Top Singles  | 13 semaines         | 12e      | 28 septembre 1974 |
| It's Only Rock 'n Roll (But I Like It) | Single Top 100   | 14 semaines         | 1er      | 6 octobre 1974    |
| It's Only Rock 'n Roll (But I Like It) | FIMI             | —                   | 35e      | 1974              |
| It's Only Rock 'n Roll (But I Like It) | VG-lista         | 5 semaines          | 8e       | 26 août 1974      |
| It's Only Rock 'n Roll (But I Like It) | Mega Top 50      | 6 semaines          | 5e       | 2 novembre 1974   |
| Ain't Too Proud to Beg                 | Hot 100          | 10 semaines         | 17e      | 14 décembre 1974  |
| Ain't Too Proud to Beg                 | (W) Ultratop     | 7 semaines          | 29e      | 1er février 1975  |
| Ain't Too Proud to Beg                 | RPM Top Singles  | 10 semaines         | 14e      | 28 décembre 1974  |
| Ain't Too Proud to Beg                 | Single Top 100   | 10 semaines         | 16e      | 1er décembre 1974 |